# Sant Bartomeu de Mont-ras
Sant Bartomeu de Mont-ras o de les Vespes, és una ermita romànica al terme municipal de Bigues i Riells, al Vallès Oriental. És al racó nord-oriental del terme municipal, en el vessant sud-oest del Puiggraciós. És a tocar de la urbanització del Serrat de l'Ametlla, que pertany al terme de l'Ametlla del Vallès, de manera que encara que pertanyi a Bigues, té els accessos des de l'Ametlla.
El lloc de Mont-ras apareix documentat des del 932, i l'església de Sant Bartomeu, des del 1156, a l'acta de consagració de Sant Pere de Bigues. A la Baixa edat mitjana apareix com a parròquia, una de les que integraven la baronia de Montbui, però el 1404 ja només tenia tres cases que en depenien, i passà a ser sufragània de Sant Pere de Bigues. Més tard, pel cap baix des del 1508, fins i tot desapareix com a sufragània, i passa a ser una simple capella que, a causa de la proximitat, s'integra en la parròquia de Sant Genís de l'Ametlla.
El sobrenom de les Vespes es deu al fet que el 1936, quan anaren a treure'n les campanes, un enorme eixam de vespes ho va impedir. Aquesta coincidència de les vespes amb les motos Vespa han derivat amb aplecs actuals de motoristes que se celebren anualment per Sant Esteve i que originalment eren de vespistes.
És un temple d'una sola nau rectangular, subdividida per arcs torals en quatre trams, un d'ells molt curt. La teulada devia ser de fusta. La capella tenia la porta a migdia, a prop dels peus de la nau, però amb la reforma moderna es va obrir una porta en el lloc on hi havia el presbiteri (no tenia absis semicircular). També es feu en aquesta nova façana, la de llevant, una espadanya i un ull de bou.
Des de l'any 1988 s'hi celebra una festa major de caràcter rural organitzada per l'Associació dels Amics l'Ermita de Sant Bartomeu, una festa que se celebra el segon cap de setmana d'agost i que recorda els festes majors de petit format que se celebraven en els pobles del Vallès.